# 故城县
故城县位於中國河北省东南部，东与山东省接壤，隶属于地级市衡水市。有汉、回、满等民族。縣人民政府駐郑口镇。

## 历史
元代置故城县，治所在故城（今故城镇）。明清时期为直隶河间府故城县，治所均在今故城镇。
1945年抗日战争胜利后，县城迁郑家口镇。1964年原山东省武城县京杭大运河以西地区划归故城县。

## 地理
地处华北平原，年平均气温13.2℃，降水量575毫米。
京杭大运河、清凉江等河流流经本县，江江河发源于本县北部。杏基湖为全县最大的湖泊。

## 人口
根據第七次人口普查數據，截至2020年11月1日零時，故城縣常住人口為444493人。

## 行政区划
故城县下辖11个镇、2个乡：
郑口镇、夏庄镇、青罕镇、故城镇、武官寨镇、饶阳店镇、军屯镇、建国镇、西半屯镇、房庄镇、三朗镇、辛庄乡和里老乡。

## 交通
- 240国道过境。

## 经济
经济以农业为主，盛产小麦、玉米、高粱、花生、棉花、苹果、鸭梨、大枣等。特产“龙凤挂面”，为历代宫廷贡品。工业有钢丝绳、皮毛加工等。 

## 旅游
游览地有建于北宋的庆林寺塔等。

## 历代名人
- 窦建德
- 刘黑闼
- 马中锡
- 秘丕笈
- 冯治安
- 杜锡钧
- 李立旺
- 周子玉
- 郭庆国
- 李自修
- 崔書琴